# 能登客院
能登客院（のときゃくいん）は、平安時代前期の延暦23年（804年）に、渤海国使節団（渤海使）を迎えるために能登国に設置されたとされる迎賓・宿泊施設。福良津（現在の石川県志賀町福浦港）にあったとされるが、確証はない。

## 概要
初出は、『日本後紀』の延暦23年（804年）6月の勅令により、「年来、渤海国使が来着するのは能登国である。使節が滞在するところに「疏陋」があるべきではないので、宜しく早く客院を造るべし」として、建てられたものである。古くよりこの位置を、福良津（現在の福浦港）とする説が唱えられてきており、宝亀3年（772年）の渤海使壱万福と遣渤海使武生鳥守の一行が遭難時に漂着し、滞在していることや、元慶7年（883年）10月29日に渤海へ帰国する船を造るために、民が福良泊の大木を伐採することを禁止しているところから、渤海使を安置饗応したり、造船ができるだけの施設が福良津にはあったものと想定される。だが、この地は山に囲まれており、後背平野が少ないことや、能登国府が置かれた七尾市古府町や、羽咋郡家が営まれた羽咋市からも遠く、交通の便が良くはなかった。
浅香年木は、当時の能登が風水害で疲弊していたこと、天安3年（859年）に能登国珠洲郡に来着した渤海使が加賀国に安置されているところから、実際に客院が建てられたかどうか怪しいと唱えており、小嶋芳孝も上述の交通の便の理由から、気多神社の付近である可能性が高い、としている。いずれにしても、福浦周辺の発掘が進まない限り、はっきりとしたことは言えないようである。